# Los Choros
Los Choros es un poblado ubicado en la Región de Coquimbo. Está ubicado a 94 km de La Serena, 44 km de La Higuera hacia la Zona Costera y a 20 km de la ruta 5 norte.

## Descripción
Se caracteriza por ser un pueblo pintoresco que cuenta con 272 habitantes, número en crecimiento distribuidos en 86 familias, los que se dedican a la agricultura (cultivo de olivos y sus derivados) y la pesca artesanal.
El poblamiento humano de los Choros se remonta los 200 años a.c. los antiguos habitantes dejaron numerosos acumulaciones de conchíferas a lo largo de este litoral, por lo que existió una económica marítima pesca y recolección.  Utilizaron el arpón y el anzuelo compuesto como utensilios (Shiappacasse Miemeyer, 1965).  Según los autores, los antiguos habitantes de esta área probablemente cazaban lobos marinos y usaban cueros de estos para techar tolderías, para utilizar las vejigas como envase de agua dulce.  Estos enterraban a sus muertos en el mismo conchal cerca de sus viviendas puesto que vivían en clanes se advertían estas rumas de moluscos en todo el litoral desde el norte del Perú por el Pacífico hasta Los Vilos.
Luego se manifiesta la existencia de una población asentada en el valle de los choros, que manifiesta el desarrollo de agricultura y el arte de la alfarería. Navegaban en balsas de cuero de lobos marinos, de dos pelos hasta las islas cercanas al litoral (islas Gaviotas, Choros, Dama y Chañaral) donde cazaban y, con una técnica única en América, lograban hacer balsas con 2 lobos de mar, maderas varadas por la corriente de Humboldt desde el sur hacia el norte y amarres provenientes de los intestinos de los lobos. Sobre este vehículo iban a la caza de ballenas,lobos y pesca en general.
Luego la influencia de la conquista incaica se hace presente en este pequeño valle desde el norte, manifestada en un cambio de formas y de la decoración de las cerámicas regionales, sin dejar de contar con las nuevas técnicas de producción agrícola.
En 1726 fue entregada la estancia por el gobernador de Chile don Gabriel Cano de Ponte, por los servicios prestados de don Manuel Sánchez Espinoza, más tarde este intercambiará la estancia de los Choros por la de Camarones ubicada en Tongoy, a don Pedro Pablo Otorola, el que fundaría la estancia de Los Choros.
En la actualidad los Choros es un pequeño y pintoresco poblado que cuenta con 272 habitantes, los cuales están dedicados al cultivo de olivos y sus subproductos, al ganado caprino y a la pesca y extracción de mariscos.
Tiene numerosos molinos de viento de grandes aspas, su iglesia tiene unas campanadas muy particulares y únicas, las que llaman la atención de los visitantes.
En el pueblo de Los Choros se encuentran también 2 museos, muy bien conservados. a 2/3 cuadras de distancia entre ellos. 
Los Choros antiguamente se llamaba San José y luego por haberse encontrado grandes bancos de choros paso a denominarse de este modo.

## Playa los Choros
Cerca de Los Choros se ubica Playa Los Choros, la que se caracteriza por ser pedregosa, de unos 9.500 m de playa casi recta, la cual está expuesta a los vientos de suroeste.  La playa es atractiva para las actividades del sol y mar.
En las costas de esta náufrago el barco Itata en el año 1922, el que participó en la guerra del pacífico.  El barco fue atacado por un fuerte temporal, el que hizo que se le soltara la carga de vacunos que transportaba, haciendo que se diera vuelta la campana.  Solo algunos sobrevivieron a la tragedia y los que lograron escapar deambularon por el llano de los choros encontrando finalmente su muerte, luego fueron enterrados en una fosa común junto a las dunas de la playa, el que finalmente paso a llamarse cementerio del itata.
Dunas Los Choros: son un hermoso espectáculo visual, por ser una expandida área natural.  Estas dunas son únicas no encontrando ninguna de este tipo en la región, por no tener un mayor impacto en su ecosistema natural, ellas se ubican restos de sentamientos indígenas.

## Vías de acceso
Los Choros está ubicado a 100 km al norte de La Serena, a solo 20 km al interior de la ruta 5 norte con un desvío en el sector denominado El Rodado, el camino se encuentra en perfectas condiciones pavimentado.

## Actividades
Se pueden realizar actividades de playa, pesca deportiva de lenguado, corvina, pejesapo, vieja, canque y congrio, caminatas y toma de fotografías de las dunas y de la fauna que está presente, visitar el cementerio del barco itata, trekkin, compra de artesanía de tejidos a telar, degustación de las sabrosas aceitunas y el aceite de oliva que se produce, visitar los huertos, las dunas, y el entorno del poblado. Puede visitar las Islas donde encontrará la mayor reserva del pingüinos de humbol, delfines y ballenas.
Gentilicio: chorera /o